# Xiaodianzi Zhen
Xiaodianzi Zhen (kinesiska: 小甸子镇, 小甸子) är en köping i Kina. Den ligger i provinsen Liaoning, i den nordöstra delen av landet, omkring 200 kilometer söder om provinshuvudstaden Shenyang. Antalet invånare är 22764. Befolkningen består av 11 286 kvinnor och 11 478 män. Barn under 15 år utgör 12,0 %, vuxna 15-64 år 75 %, och äldre över 65 år 11,0 %.
Genomsnittlig årsnederbörd är 1 362 millimeter. Den regnigaste månaden är juli, med i genomsnitt 518 mm nederbörd, och den torraste är januari, med 11 mm nederbörd.